# Buen viaje
Bon voyage
L'eau-forte Buen viaje (en français Bon voyage) est une gravure de la série Los caprichos du peintre espagnol Francisco de Goya. Elle porte le numéro 64 dans la série des 80 gravures. Elle a été publiée en 1799.

## Interprétations de la gravure
Il existe divers manuscrits contemporains qui expliquent les planches des Caprichos. Celui qui se trouve au Musée du Prado est considéré comme un autographe de Goya, mais semble plutôt chercher à dissimuler et à trouver un sens moralisateur qui masque le sens plus risqué pour l'auteur. Deux autres, celui qui appartient à Ayala et celui qui se trouve à la Bibliothèque nationale, soulignent la signification plus décapante des planches.
- Explication de cette gravure dans le manuscrit du Musée du Prado :
¿Adónde ira esta caterva infernal dando aullidos por el aire entre las tinieblas de la noche? Aún si fuera de día, ya era otra cosa, y, a fuerza de escopetazos, caería al suelo toda la gorullada[2]; pero como es de noche nadie las ve.
(Où ira cette bande infernale qui lance des hurlements dans les airs au milieu des ténèbres de la nuit? Encore si c'était de jour, ce serait autre chose, et à coup de fusils, tomberait à terre toute cette bande de rufians; mais comme c'est la nuit, personne ne les voit)[3].
- Manuscrit de Ayala :
Vuelan los vicios con alas extendidas por la región de la ignorancia, sosteniéndose unos a otros. 
(Volent les vices aux ailes étendues sur la région de l'ignorance, se soutenant les uns les autres)[3].
- Manuscrit de la Bibliothèque nationale d'Espagne :
Los vicios remontan el vuelo por la región de la ignorancia. Estragados[4] los hombres, caen en el vicio nefando de la sodomía.
(Les vices poursuivent leur vol sur la région de l'ignorance. Une fois les hommes corrompus, ils tombent dans le vice infâme de la sodomie)[3].

Goya critique les peurs nocturnes qui étaient répandues à son époque, et peut-être aussi les manigances politiques qui se trament dans l'obscurité.

## Technique de la gravure

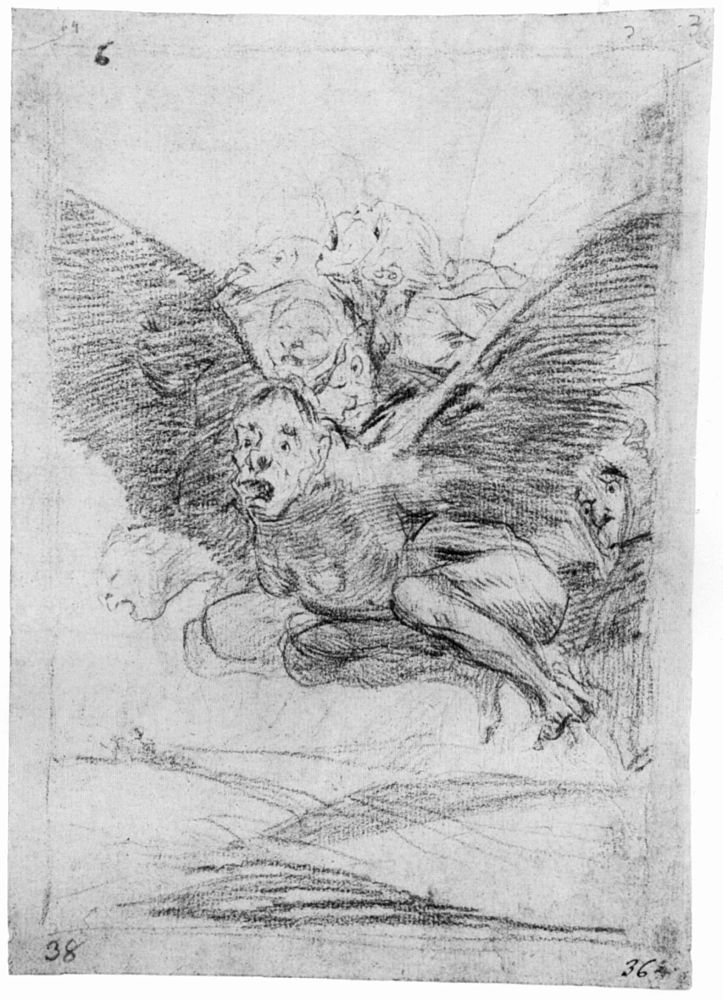
Dessin préparatoire.

L'estampe mesure 215 × 151 mm sur une feuille de papier de 306 × 201 mm.
Goya a utilisé l'eau-forte, l'aquatinte et le burin.
Le dessin préparatoire est à la sanguine. Dans l'angle supérieure gauche, au crayon : « 64 », au-dessous : « 6 ». Dans l'angle inférieur gauche, au crayon : « 38 ». Dans l'angle supérieur droit, au crayon : « 3 ». Dans l'angle inférieur droit, à la plume : « 36 ». Le dessin préparatoire mesure 208 × 148 mm.

## Catalogue
- Numéro de catalogue G02152 de l'estampe au Musée du Prado.
- Numéro de catalogue D04365(r) du dessin préparatoire au Musée du Prado.
- Numéro de catalogue 51-1-10-64 au Musée Goya de Castres.

## Dans la culture populaire
Cette gravure a été utilisée pour illustrer la jaquette de l'album Dead as Dreams (en) (2000) du groupe de black metal américain Weakling (en).